# Charles Trowbridge
Charles Trowbridge (10 de enero de 1882 – 30 de octubre de 1967) fue un actor cinematográfico estadounidense. 

## Resumen biográfico
Nacido en Veracruz, México, su nombre completo era Charles Silas Richard Trowbridge.
Actuó en un total de 233 filmes entre 1915 y 1958.
Era hermano del también actor Jack Rockwell.
Charles Trowbridge falleció en Los Ángeles, California, en 1967. Fue enterrado en el Cementerio Forest Lawn de Hollywood Hills, Los Ángeles.

## Filmografía seleccionada
- Tycoon (1947)
- They Were Expendable (1945)
- The Hoodlum Saint (1946)
- The Fighting Seabees (1944)
- Captain America (1944)
- Adventures of the Flying Cadets (1943)
- Sex Hygiene (1942)
- King of the Texas Rangers (1941)
- Sergeant York (1941)
- Our Town (1940)
- Mysterious Doctor Satan (1940)
- The Man with Nine Lives (1940)
- The Fatal Hour (1940)
- The Man They Could Not Hang (La horca fatal) (1939)
- The Invisible Menace (1938)
- Libeled Lady (1936)
- I Take This Woman (Acepto esta mujer) (1931)